# VA-111 시크발

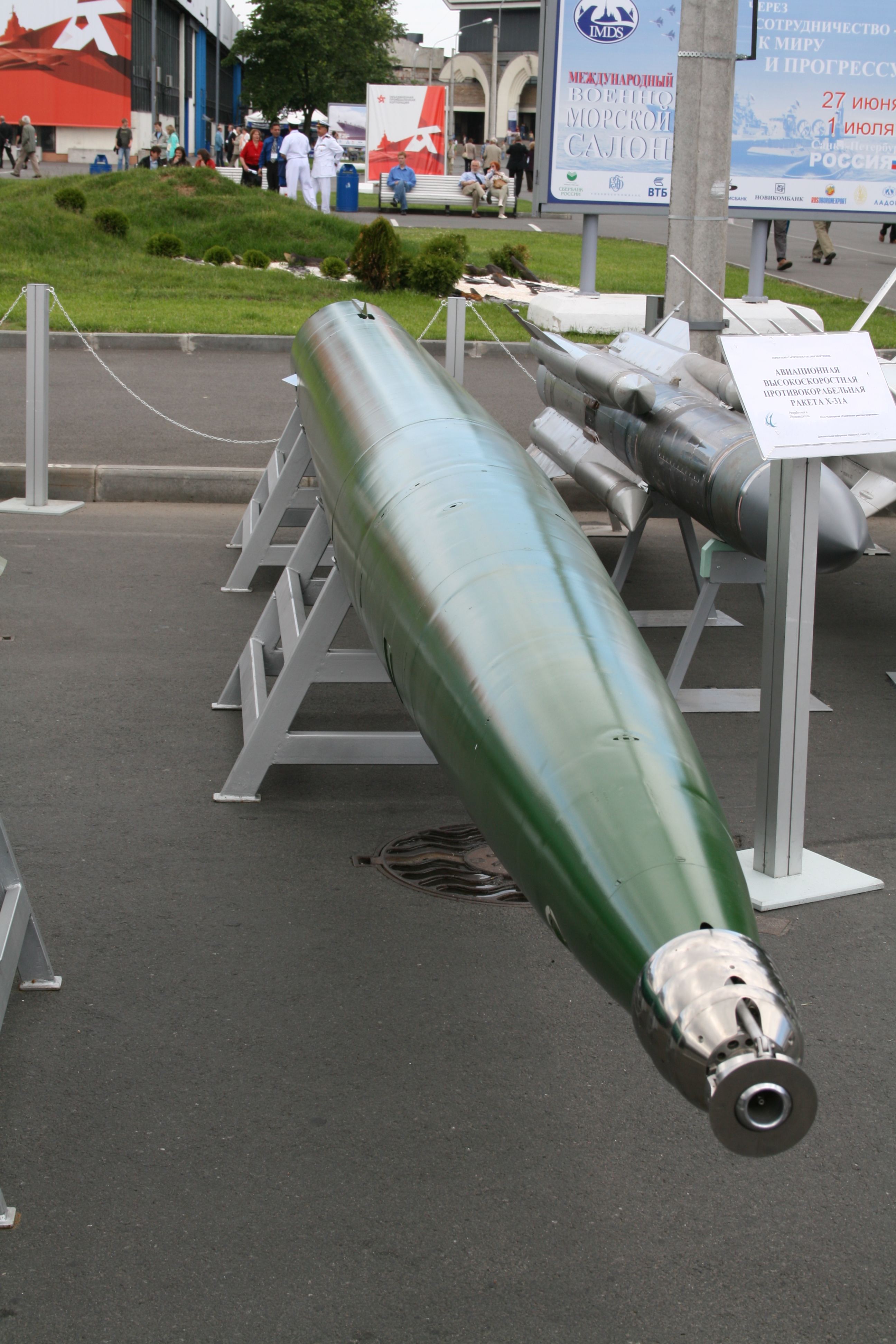
VA-111 시크발

시크발어뢰는 러시아의 고속 21인치 어뢰이다. 보통 어뢰가 50노트의 속도인데 비해, 시크발은 200노트(370 km/h)의 속도를 낸다.

## 제원
- 길이: 8.2 m
- 직경: 0.533 m
- 중량: 2700 kg
- 탄두중량: 210 kg
- 속도
  - 발사속도: 50 kt (93 km/h)
  - 최고속도: 200+ kt (370 km/h)
- 사거리: 6.858 m.(새 버전), 2.000 m.(옛 버전)